# 텍셀 (그래픽)

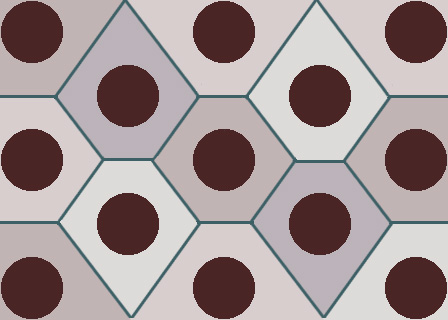
보로노이 텍셀에 대한 다각형 모형.

텍셀(texel)은 텍스처에서의 화소이다. 프레임버퍼에 있는 1화소는 픽셀이며 이미지에 있는 1화소가 텍셀이다.

## 같이 보기
- 복셀